# Hydraena intraangulata
Hydraena intraangulata är en skalbaggsart som beskrevs av Perkins 2007. Hydraena intraangulata ingår i släktet Hydraena och familjen vattenbrynsbaggar. Inga underarter finns listade i Catalogue of Life.